# Quercus motuoensis
Quercus motuoensis C.C.Huang – gatunek roślin z rodziny bukowatych (Fagaceae Dumort.). Występuje naturalnie w południowych Chinach – w południowo-wschodnim Tybecie.

## Morfologia
PokrójZimozielone drzewo dorastające do 30 m wysokości.
LiścieBlaszka liściowa jest nieco skórzasta, owłosiona i oprószona od spodu oraz ma kształt od podługowatego do owalnie eliptycznego. Mierzy 7–10 cm długości oraz 3–4 cm szerokości, jest całobrzega lub piłkowana przy wierzchołku, ma zaokrągloną nasadę i ogoniasty wierzchołek. Ogonek liściowy jest nagi i ma 15–20 mm długości.
OwoceOrzechy o kulistawym kształcie, dorastają do 14–18 mm długości i 10–13 mm średnicy. Osadzone są pojedynczo w kubkowatych miseczkach do połowy ich długości. Same miseczki mierzą 15 mm średnicy.

## Biologia i ekologia
Rośnie w wiecznie zielonych lasach. Występuje na wysokości do 1700 m n.p.m. Owoce dojrzewają w październiku.